# Leninskoje (Żydowski Obwód Autonomiczny)
Leninskoje (ros. Ленинское) – wieś w Rosji, w Żydowskim Obwodzie Autonomicznym, ośrodek administracyjny rejonu lenińskiego. W 2010 liczyła 6109 mieszkańców.